# Haplogrupo N (ADN-Y)

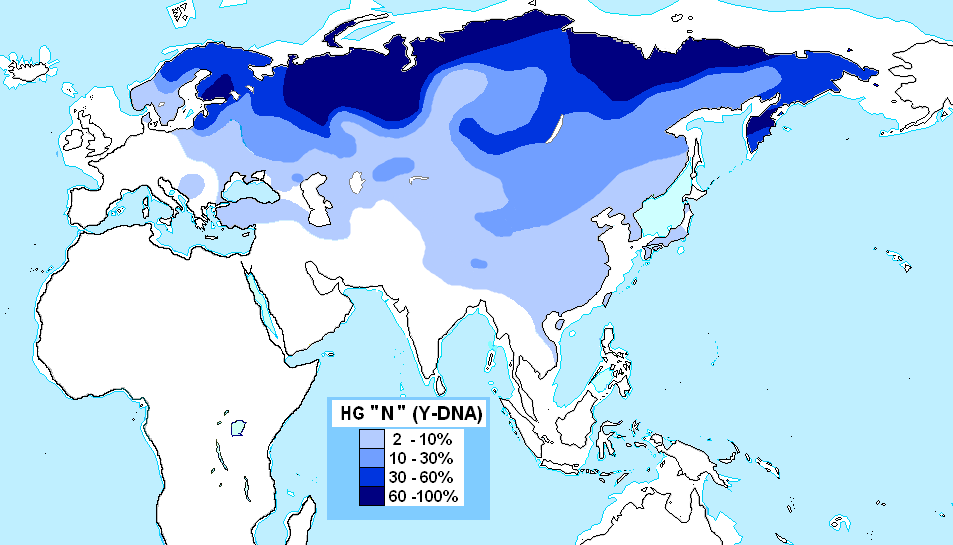
Distribución del haplogrupo N del ADN-Y.

En genética humana, el haplogrupo N (marcadores M231/Page91, M232, FGC10745) es un haplogrupo del ADN del cromosoma Y humano característico del norte de Eurasia y es descendiente del haplogrupo NO. Es de origen oriental, probablemente al sur de China y con una antigüedad de unos 37 000 años, aunque fuentes anteriores le dan un origen siberiano, mongol o del Sudeste de Asia. Se considera que está relacionado con la expansión de las lenguas urálicas y se encuentra disperso principalmente en lo que fue el territorio de la antigua Unión Soviética, en Finlandia, Europa Oriental y en menor proporción en el Extremo Oriente y Asia Central.

## Distribución
Las más altas frecuencias se encuentran al norte de Eurasia en etnias como los nenezos 75-99 %, yakutos con 75 a 95 %, pueblo nganasan 58-94 %, ugrios (Janti-Mansi) 64-89 %, udmurtos 75 %, jakasios 41-65 %, komis 33-80 %, fineses 51-61 %, sami 40 % y en los Estados bálticos 45 %.

## Paragrupo N*
Baja frecuencia (1.2 %) en los han (China). Al sur de China en hablantes de lenguas tibetano-birmanas y hmong-mien.

## Haplogrupo N1
N1 (CTS3750 o Z4762 antes LLY22g/CTS11499), originado hace unos 22 mil años, presenta los siguientes subclados:

### N1*
N1* es minoritario en pueblos sino-tibetanos; también en Altái, Japón, Corea, Manchuria, Vietnam, Camboya, sur de China, en uigures, ewenkis y xibes.
N1c* ===Yakutia (con un 90 %.La República de Sajá, también llamada Sajá-Yakutia Rusa tiene una superficie de 3 103 200 km² lo que la sitúa como la mayor división territorial o entidad subnacional del mundo. 

### N1a
N1a (F1206/M2013, L729, Z4845/M2006)
- N-Z1956
  - N-Y149447: Encontrado en Shaanxi (China).[3]
  - N1a1 (M46/Page70/Tat o TAT) (antes N3 o N1c), típico en yakutos (90 %) y urálicos como los sami (lapones) y fineses (60 %), en general a lo largo de Rusia y moderadamente en la península escandinava, países bálticos (40 %),[7] pueblos eslavo-orientales y Asia central
    - N1a1* raramente en Asia.
    - N1a1a (M178, P278) (antes N3a), en los janty 64 %[8]
      - N-Y23747 (CTS6128) propio de Asia Oriental
        - N-Y23749, encontrado en Japón (Aichi, Hokkaido)[3]
        - N-Y125664, al oriente de China, Tíbet (Shigatse) y Corea del Sur[3]

      - N1a1a1 (F1419, CTS6128) 
        - N-Y24317
          - N-Y24317* en Andhra Pradesh (India)
          - N1a1a1b (B187) propio de Rusia (jakasios, shores, altáis, tuvanos, tártaros, baskires)[4]

        - N1a1a1a (L708) común en el norte de Eurasia
          - N1a1a1a1 (P298, M2126)
            - N1a1a1a1a (L392, L1026)
              - N-Y6058
                - N1a1a1a1a1 (CTS10760) originado en Rusia hace unos 4600 años y muy frecuente en la región del mar Báltico[3]
                  - N1a1a1a1a1a (CTS2929/VL29) alta frecuencia en Finlandia, Suecia, Estonia, Lituania y Letonia y moderadamente en Polonia, Rusia europea, Bielorrusia y Ucrania. También se encontró en Noruega, Gran Bretaña, Alemania, islas Azores (Portugal), Holanda y Kazajistán.[3]
                  - N-Y28526, en San Petersburgo (Rusia) y Suecia

                - N1a1a1a1a3 (B197/Y16323)
                  - N-F4205, alta frecuencia entre buriatos y tsaatanes, moderadamente entre karanogayos, tuvanos y mongoles, y poco entre altáis, tártaros de Siberia, kazajos, evenkis, tártaros de Crimea, karakalpakos, uzbecos y ucranianos.[4]
                  - N-B202, muy frecuente en chukchis, koriakos y esquimales de Siberia[4]

              - N1a1a1a1a2 (Z1936)
                - N-Y13850, en Rusia (Tartaristán, Baskortostán, Janti-Mansi y otros). Encontrado en Grecia y Turquía.[3]
                - N1a1a1a1a2a (Z1934)
                  - N-Y159520, en Rusia europea
                  - N-Y18421, en Rusia europea
                  - N1a1a1a1a2a1 (Z1928) 
                    - N-SK1485, en Rusia
                    - N-Z1925, Z1929, originado en la Rusia europea hace unos 3400 años. Es muy común en Finlandia y ha sido encontrado en Suecia, Noruega y Rusia (especialmente en Leningrado)[3]

            - N1a1a1a1b (M2118, M2019) 
              - N1a1a1a1b* en Estonia
              - N-A9408, encontrado en Hungría, Turquía, Croacia, Corea, China
              - N-M2016, común en Yakutia (Siberia)

          - N1a1a1a2 (B211, Y9022) característico de Rusia en los pueblos udmurto, komi, chuvasio, ugrio, mari, mordvino, altái, nogayo, carelio, bashkir y jakasio; también en rusos y bielorrusos.[4]

- N-F1360
  - N-F1360*: Encontrado en Shaanxi (China).[3]
  - N1a2 (F1008/L666)
    - N1a2* Encontrado en Irkutsk (Siberia) en restos humanos de hace 7 mil años.[3]
    - N1a2a (M128, F1101) (antes N1 o N1a) Característico de Asia Oriental.[3] Se identificó primero en Japón (4%), Asia Central y Siberia.[9] Se encuentra en baja frecuencia en manchúes, xibes, ewenkis, coreanos, chinos han del norte, chinos buyei, hui, en pueblos túrquicos como los kazajos, uzbecos, uigures, salares, en pueblos mongólicos como los tus, mongoles y calmucos, en tibetanos y vietnamitas.[10]
    - N1a2b (P43, B523) (antes N2 o N1b) Característico de Rusia, con un probable origen siberiano hace unos 8500 años.[3] Más de la mitad de los hombres presenta este linaje en los pueblos samoyedos como los nganasanes, enezos y nenezos (samoyedos del norte) y en los pueblos ugrios como los mansis;[8] menor frecuencia en otros pueblos urálicos y en pueblos túrquicos, tungúses, mongoles y esquimales siberianos.
      - N-VL67
        - N1a2b1 (P63, VL64) En nenetsos, nganasanes, dolganos, tuvanos, jakasios, shores, evenis, altáis, selkupis, evenkis, mongoles (Mongolia, Mongolia Interior, Siberia), yakutos, obi-ugrios (Janti-Mansi), chuvasios, rusos de Tomsk.[11]
        - N1a2b3 (B525, VL73) En Rusia (Tartaristán, Baskortostán, Vorónezh, Penza), Turquía, Bulgaria, Kazajistán, Mongolia, Ukrania, Eslovaquia, Bielorrusia, Afganistán.[3]

      - N1a2b2 (Y3195/FGC10872) Común a lo largo de Rusia, especialmente en la región de los Urales, en Tartaristán y en general en hablantes de lenguas urálicas y túrquicas.

### N1b
N1b (F2905, F2930) es característico de China.
- N-Z4784: Extendido en China. Encontrado en Singapur y Polonia.
- N-CTS12473: Extendido en China. Hallado en restos humanos en Henan de hace 4 mil años. Encontrado también en Norcorea, Singapur, Japón, India, Camboya y Vietnam.[3]

## Haplogrupo N2
N2 (Y6503, FGC28499)
- Paragrupo N-Y6503*: Tres ramas tempranas implican por un lado presencia en Altái (Siberia), y por el otro se halló en restos humanos en Irkutsk (Siberia) de hace 7 mil años y en Kazajistán de hace 5 mil.[3]
- Haplogrupo N-P189.2 (FGC28399): Especialmente en Europa Oriental, encontrándose en Rusia, Serbia, Croacia, Srpska, Montenegro, Rumania, Turquía e Inglaterra.[3]

| Haplogrupos del cromosoma Y humano |                  |   |   |    |    |    |    |    |   |   |     |     |     |     |    |    |    |    |     |     |     |    |    |   |
|                                    | Adán cromosómico |   |   |    |    |    |    |    |   |   |     |     |     |     |    |    |    |    |     |     |     |    |    |   |
|                                    | A                |   |   |    |    |    |    |    |   |   |     |     |     |     |    |    |    |    |     |     |     |    |    |   |
|                                    |                  |   |   | BT |    |    |    |    |   |   |     |     |     |     |    |    |    |    |     |     |     |    |    |   |
|                                    |                  | B | B | B  | CT | CT |    |    |   |   |     |     |     |     |    |    |    |    |     |     |     |    |    |   |
|                                    |                  |   |   | DE | DE | CF | CF | CF |   |   |     |     |     |     |    |    |    |    |     |     |     |    |    |   |
|                                    |                  |   | D | E  |    | C  | C  | F  | F | F |     |     |     |     |    |    |    |    |     |     |     |    |    |   |
|                                    |                  |   |   |    | C1 | C2 |    | G  | H | H | IJK | IJK | IJK | IJK |    |    |    |    |     |     |     |    |    |   |
|                                    |                  |   |   |    |    |    |    |    |   |   | IJ  | K   | K   | K   | K  | K  | K  |    |     |     |     |    |    |   |
|                                    |                  |   |   |    |    |    |    |    |   | I | J   |     |     | LT  | K2 | K2 | K2 | K2 | K2  | K2  |     |    |    |   |
|                                    |                  |   |   |    |    |    |    |    |   |   |     |     | L   | T   |    | MS | MS | MS | MS  | P   | P   | P  | NO |   |
|                                    |                  |   |   |    |    |    |    |    |   |   |     |     |     |     |    | M  | S  |    | Q   | R   | R   |    | N  | O |
|                                    |                  |   |   |    |    |    |    |    |   |   |     |     |     |     |    |    |    |    |     | R1  | R1  | R2 |    |   |
|                                    |                  |   |   |    |    |    |    |    |   |   |     |     |     |     |    |    |    |    | R1a | R1a | R1b |    |    |   |
|                                    |                  |   |   |    |    |    |    |    |   |   |     |     |     |     |    |    |    |    |     |     |     |    |    |   |